# Eicochrysops sebagadis
Eicochrysops sebagadis är en fjärilsart som beskrevs av Guérin-Meneville 1847. Eicochrysops sebagadis ingår i släktet Eicochrysops och familjen juvelvingar. Inga underarter finns listade i Catalogue of Life.